# Korpisaari (ö i Finland, Norra Savolax, Kuopio)
Korpisaari är en ö i Finland. Den ligger i sjön Kallavesi (norra delen) och i kommunen Kuopio i den ekonomiska regionen  Kuopio ekonomiska region  och landskapet Norra Savolax, i den centrala delen av landet, 300 km norr om huvudstaden Helsingfors. Öns area är 5,7 hektar och dess största längd är 460 meter i öst-västlig riktning.